# Manfred von Richthofen
Manfred Albrecht Freiherr von Richthofen (2 tháng 5 năm 1892 – 21 tháng 4 năm 1918) là phi công ách chủ bài của Không quân Đế quốc Đức trong Chiến tranh thế giới thứ nhất, biệt danh "Nam tước Đỏ" (Der Rote Baron), nổi tiếng với chiến tích bắn hạ 80 máy bay đối phương. Richthofen cũng là thành viên trong một gia đình quý tộc sản sinh ra nhiều nhân vật nổi tiếng.

## Tên và biệt danh

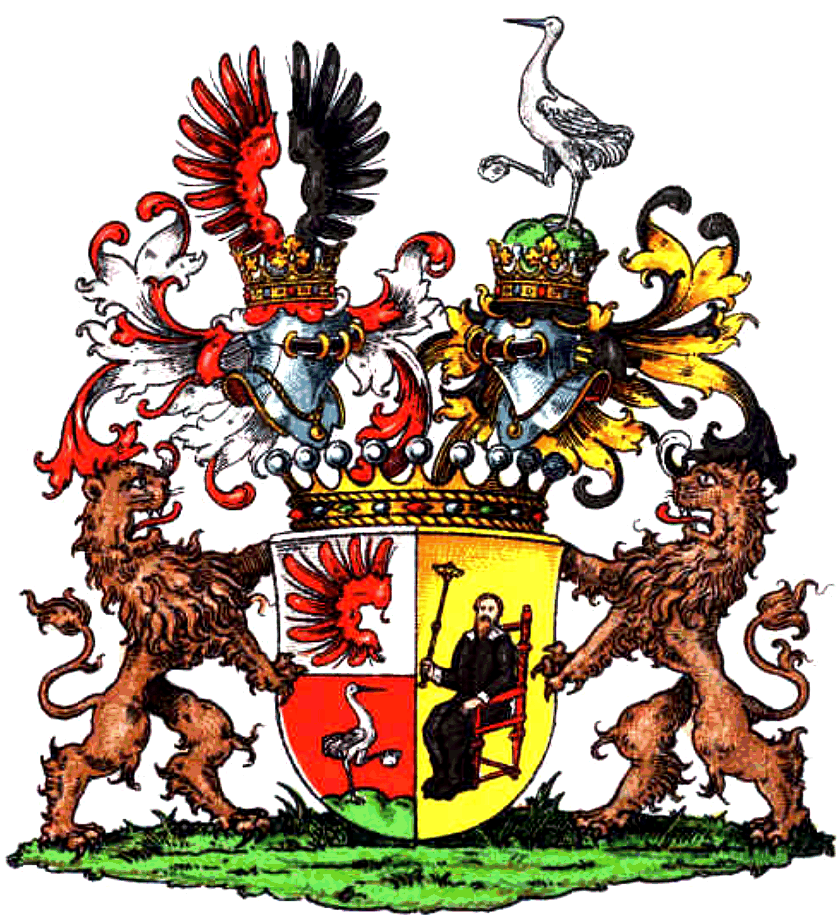
Huy hiệu gia tộc Richthofen

Freiherr là một tước hiệu quý tộc của người Đức, tương đương với tước hiệu nam tước ở một số nước, là nguồn gốc cho biệt danh nổi tiếng nhất của Richthofen: "Nam tước Đỏ" (Der Rote Baron). Đỏ là màu sắc mà ông sơn lên chiếc máy bay của mình. Biệt danh này được dịch sang tiếng Đức là "der Rote Baron". Biệt danh này của Richthofen được sử dụng nhiều nhất hiện nay, kể cả ở Đức, mặc dù khi còn sống ông thường được người Đức gọi là Der Rote Kampfflieger (Phi công Chiến đấu Đỏ). Tên này được sử dụng làm tựa đề cho quyển tự truyện của Richthofen năm 1917.
Ngoài ra, ông còn có một số biệt danh khác như "Le Diable Rouge" (Quỷ Đỏ) hay "Le Petit Rouge" trong tiếng Pháp, và "Red Knight" (Hiệp sĩ Đỏ) trong tiếng Anh.

## Tuổi thơ
Richthofen sinh tại Kleinburg, gần Breslau, Silesia trong một gia tộc lâu đời và danh tiếng của nước Phổ. Khi 9 tuổi, Manfred và gia đình chuyển nơi ở đến gần Schweidnitz. Khi còn trẻ, ông rất thích cưỡi ngựa, săn bắn và luyện tập thể dục trong trường. Ông đặc biệt giỏi môn xà kép và giành được nhiều giải thưởng. Sau khi học tại nhà và ở ngôi trường địa phương tại Schweidnitz, Richthofen bắt đầu được tham gia huấn luyện quân sự vào năm 11 tuổi. Sau khi hoàn thành khóa đào tạo sĩ quan, năm 1911, ông gia nhập Trung đoàn số 1 Uhlan Tây Phổ mang tên Hoàng đế Alexander III của Nga (Ulanen-Regiment Kaiser Alexanders des III. von Russland (1. Westpreußisches) Nr. 1).
Khi Chiến tranh thế giới thứ nhất bùng nổ, Richthofen lúc đầu được đưa đến Mặt trận phía Đông rồi sau đó là Mặt trận phía Tây. Tuy nhiên, với sự phát triển của chiến tranh hiện đại, kị binh ngày càng lỗi thời trước súng máy, chiến hào và hàng rào dây thép gai nên Richthofen không có nhiều cơ hội chiến đấu. Thất vọng vì điều đó, ông quyết định đăng ký gia nhập lực lượng không quân Đế quốc Đức Luftstreitkräfte (tiền thân của lực lượng Luftwaffe trong Chiến tranh thế giới thứ hai). Sau cùng, lời đề nghị này của ông được chấp nhận và ông chính thức gia nhập không quân vào cuối tháng 5 năm 1915.

## Sự nghiệp phi công
Sự nghiệp không quân của Richthofen bắt đầu với việc làm người quan sát trên máy bay trinh sát tại Mặt trận phía Đông từ tháng 6 đến tháng 8 năm 1915 trong Đại đội Không quân số 69 (Fliegerabteilung 69) tham gia cuộc tiến công của thống chế August von Mackensen từ Gorlice đến Brest-Litovsk. Ngày 21 tháng 8, ông chuyển đến Ostend và tham gia các hoạt động tuần tra trên Biển Bắc. Sau đó, khi chuyển đến mặt trận Champagne, bay cùng phi công Osteroth, ông đã dùng súng máy của người quan sát bắn hạ được một máy bay Farman nhưng không được tính vì chiếc máy bay này rơi sau phòng tuyến Đồng Minh.
Tháng 10 năm 1915, Richthofen được huấn luyện cho vai trò phi công chiến đấu. Giáng sinh năm 1915, ông hoàn thành khóa huấn luyện. Sau đó, ông có một chuyến đi đến nhiều nơi như Schwerin, Breslau, Schweidnitz, Luben và Berlin thăm gia đình và bạn bè trước khi ông gia nhập Không đoàn oanh tạc cơ số 2 (Kampfgeschwader 2) vào tháng 3 năm 1916, tham gia các phi vụ ném bom yểm trợ cho bộ binh Đức trong trận Verdun. Lái những chiếc máy bay hai chỗ ngồi Albatros B.II và Albatros C.III, Richthofen cho lắp một súng máy ở cánh trên, giống chiếc Nieuport 11. Ngày 26 tháng 4, khi bay trên bầu trời Verdun, ông phát hiện một máy bay Nieuport của Pháp và đã tấn công nó. Chiếc Nieuport rơi xuống pháo đài Douamont. Richthofen có được chiến thắng đầu tiên nhưng thành tích này tiếp tục không được ghi nhận chính thức. Ông tiếp tục hoạt động ở Pháp một thời gian với chiếc tiêm kích một chỗ ngồi Fokker Eindecker trước khi không đoàn chuyển đến Mặt trận phía Đông vào tháng 6 năm 1916.
Tháng 8 năm 1916, một bước ngoặt trong sự nghiệp của Richthofen đã đến khi ông gặp được phi công đang rất nổi tiếng lúc bấy giờ là Ách Oswald Boelcke, người đã có 40 lần chiến thắng. Boelcke, lúc bấy giờ đang đi sang phía đông tìm kiếm người cho phi đoàn khu trục cơ vừa mới thành lập của mình, Jasta 2. Richthofen đã được chọn và cùng với Boelcke đến mặt trận Somme ngay sau đó. Ngày 17 tháng 9 năm 1916, Richthofen đã có được thành tích chính thức đầu tiên khi bắn hạ một chiếc Royal Aircraft Factory F.E.2 tại Cambrai, Pháp khi lái chiếc Albatros D.II.
Sau chiến thắng đầu tiên, Richthofen đã được trao tặng một chiếc cúp bạc có khắc ngày chiến thắng và kiểu máy bay mà ông đã bắn hạ từ một người bạn làm nghề kim hoàn tại Berlin. Truyền thống này kéo dài cho đến chiến thắng thứ 60, khi mà nguồn cung cấp bạc cho nước Đức bị hạn chế do ảnh hưởng của sự phong tỏa.
Trong tháng tiếp theo, phi đoàn Jasta 2 tiếp tục thu được nhiều chiến tích tại mặt trận Somme. Tuy nhiên, Boelcke lại không sống được lâu để chứng kiến những thành công của phi đoàn mình khi ông tử nạn trong một vụ va chạm trên không với một máy bay Đức khác vào đầu tháng 11. Sau đó, cho đến ngày 9 tháng 11, con số chiến thắng của Richthofen đã lên đến con số 10 và tất cả đều trên chiếc Albatros D.II.
Cuộc chạm trán lớn đầu tiên của Richthofen diễn ra vào ngày 23 tháng 11 năm 1916, khi ông gặp thiếu tá Lanoe George Hawker, người được nhận huân chương Victoria và chỉ huy phi đoàn 24 không quân Anh. Richthofen đã gọi viên phi công này là "Boelcke người Anh". Lúc đó, Richthofen vẫn đang lái chiếc Albatros D.II còn Hawker lái chiếc Airco D.H.2. Sáng ngày 23, Hawker chỉ huy ba chiếc máy bay tấn công một số máy bay hai chỗ ngồi của Đức nhưng không ngờ mình đã rơi vào bẫy. Hawker ở lại chiến đấu với Richthofen và phi công giỏi nhất của Jasta 2 trong khi hai máy bay Anh khác trúng đạn bỏ chạy. Khi thấy cạn nhiên liệu, Hawker rút khỏi trận đánh và bay về phòng tuyến Đồng Minh. Ở khoảng cách gần 30 m, Richthofen khai hỏa và một viên đạn đã bay thẳng vào đầu Hawker làm ông chết ngay lập tức và chiếc máy bay của ông đâm sầm xuống đất. Hawker đã trở thành nạn nhân thứ 11 của Richthofen.
Sau cuộc chạm trán đó, Richthofen được đề nghị chuyển sang kiểu máy bay khác có độ linh hoạt cao hơn, mặc dù phải chấp nhận tốc độ giảm. Tháng 1 năm 1917, ông chuyển sang chiếc Albatros D.III, giành được hai chiến thắng trước khi gặp phải tai nạn gãy xà dọc cánh dưới máy bay. Tai nạn này khiến ông phải trở lại kiểu Albatros D.II trong vòng năm tuần, giành thêm 6 chiến thắng. Ngày 9 tháng 3, Richthofen lại có thêm một chiến thắng với chiếc D.III khi bắn hạ một chiếc Airco D.H.2, rồi sau đó ông chuyển sang kiểu Halberstadt D.II. Với kiểu máy bay này, từ ngày 11 tháng 3 đến 25 tháng 3, ông có thêm 6 chiến thắng.

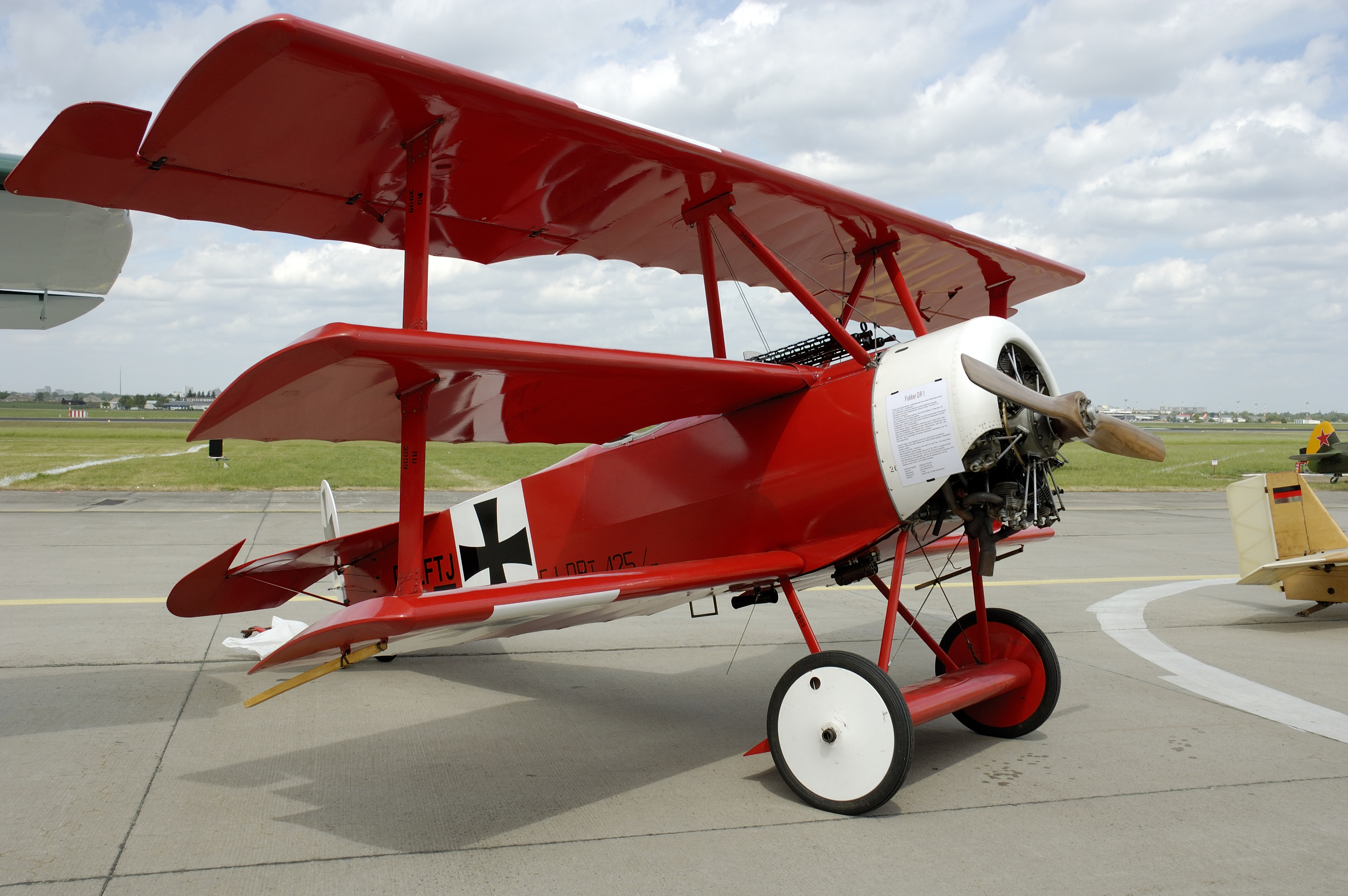
Bản sao chiếc máy bay ba tầng cánh Fokker Dr.I của Manfred von Richthofen

Richthofen lại trở về với kiểu Albatros D.III vào ngày 2 tháng 4 năm 1917 và bắn hạ một chiếc Royal Aircraft Factory B.E.2 cùng một chiếc Sopwith 1½ Strutter trong ngày này. Đây là kiểu máy bay đem đến thành công nhất cho ông. Từ ngày 2 tháng 4 đến ngày 18 tháng 6 năm 1917, Richthofen đã có thêm 22 chiến thắng trên kiểu D.III trước khi chuyển sang Albatros D.V vào cuối tháng 6. Nạn nhân đầu tiên của Manfred trên chiếc D.V là một chiếc SPAD S.VII tại Ypres. Đầu tháng 9, ông thử chuyển sang kiểu Fokker F.I, ghi được 2 chiến thắng rồi trở lại Albatros D.V lần nữa. Sau chiến thắng thứ 63, tháng 10 năm 1917, Richthofen bắt đầu lái kiểu Fokker Dr.I và ông gắn bó luôn với kiểu máy bay này cho đến lúc tử trận. Mặc dù kiểu máy bay này thường gắn liền với hình ảnh của Nam tước Đỏ nhưng thực tế Richthofen chỉ giành được 20 trong 80 chiến thắng của ông trên kiểu máy bay này. Còn trên thực tế, kiểu máy bay đã làm nên tên tuổi của Richthofen chính là kiểu Albatros D.III và biệt danh của ông cũng xuất phát từ màu đỏ mà ông sơn lên thân chiếc D.III của mình.
Richthofen sau đó đã có những góp ý cho kiểu máy bay mới Fokker D.VII nhằm khắc phục những thiếu sót của các máy bay tiêm kích hiện tại của Đức. Tuy nhiên, ông đã không bao giờ có cơ hội lái kiểu máy bay này vì đã tử trận vài ngày trước khi nó đi vào hoạt động.

## Gánh xiếc bay

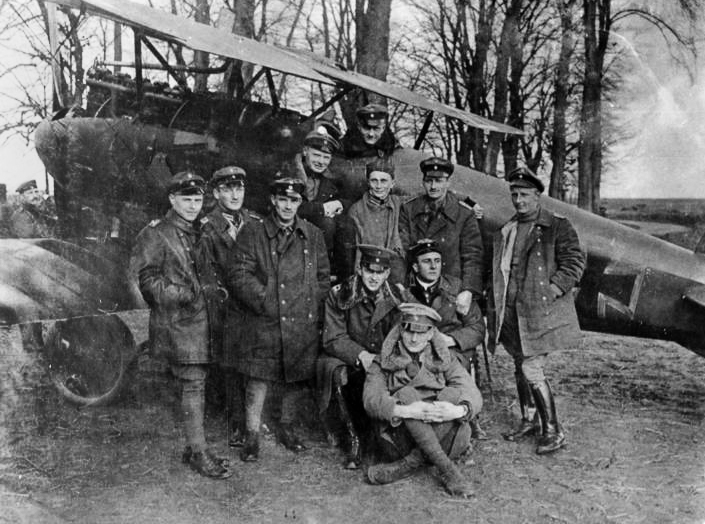
Manfred von Richthofen và những thành viên còn lại của Jasta 11

Tháng 1 năm 1917, sau chiến thắng thứ 16, Richthofen được trao tặng huân chương Pour le Mérite ("Thập tự xanh"), danh hiệu cao quý nhất trong quân sự Đức lúc bấy giờ. Cũng trong thời gian này, ông được giao nắm quyền chỉ huy Jasta 11 (phi đoàn 11), nơi tập hợp những phi công ưu tú nhất của Đức lúc bấy giờ và một số là do chính Manfred huấn luyện. Nhiều người sau đó đã trở thành chỉ huy của các phi đoàn khác.
Để dễ dàng nhận ra nhau trong các trận không chiến, các máy bay của Jasta 11 đều được sơn màu đỏ, giống như chiếc máy bay của Richthofen. Ông đã lãnh đạo phi đoàn của mình đến nhiều chiến thắng, như vào tháng 4 năm 1917, thời điểm trận Arras mở màn, Jasta 11 đã tuyên bố giành được 89 chiến thắng. Trong suốt tháng 4 năm 1917, người Anh mất 245 máy bay, 211 phi hành đoàn chết mất tích và 108 tù binh. Thành tích của riêng Richthofen trong tháng này là 22 máy bay Anh, nâng tổng thành tích của ông lên con số 52. Tháng 6 năm 1917, ông lãnh đạo Không đoàn Tiêm kích số 1 (Jagdgeschwader 1) bao gồm bốn phi đoàn 4, 6, 10 và 11. Đây là một đơn vị có tính cơ động cao và có thể được gửi đến nhiều địa điểm khác nhau ngoài mặt trận. JG1 được đặt biệt danh là "Gánh xiếc Bay" hoặc"Gánh xiếc của Richthofen" vào cuối tháng 4., vừa có ý nghĩa gợi nên sự cơ động của đơn vị (do thường xuyên di chuyển bằng tàu hỏa và sử dụng các căn cứ dã chiến xây dựng bằng lều tạm) và từ màu sắc của những chiếc máy bay.
Richthofen là một nhà chiến thuật gia xuất sắc. Chiến thuật của ông dựa trên nền tảng là những chiến thuật của Boelcke. Nhưng khác với Boelcke, ông thường huấn luyện bằng ví dụ hơn là bằng cảm hứng. Richthofen thường được miêu tả là người khó gần, ít cảm xúc và thiếu óc hài hước, mặc dù một số đồng nghiệp lại nghĩ khác về điều đó.

### Bị thương trong chiến đấu

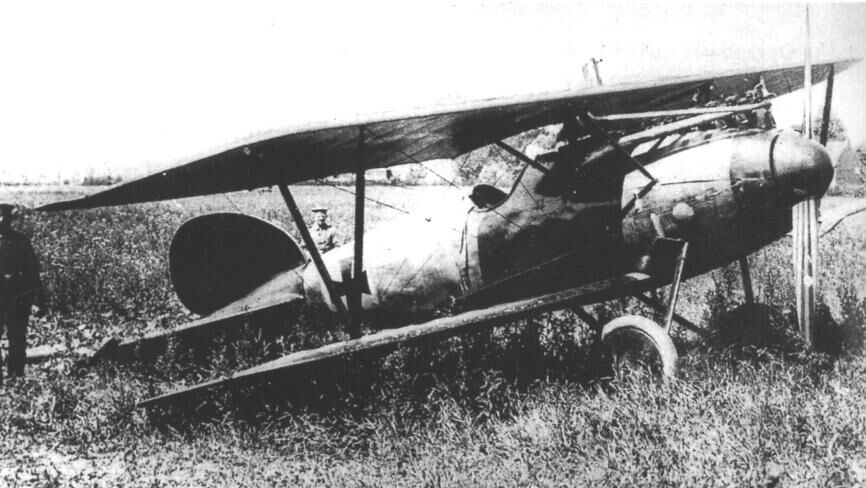
Chiếc Albatros D.V của Richthofen sau khi buộc phải hạ cánh khẩn cấp tại Wervicq

Ngày 6 tháng 7, trong lúc chiến đấu với một chiếc tiêm kích hai chỗ ngồi Royal Aircraft Factory F.E.2 của phi đoàn 20 không quân Anh, Richthofen đã bị một chấn thương nghiêm trọng ở đầu. Ông buộc phải hạ cánh gần Wervicq và dưỡng thương trong vài tuần. Người đã làm cho ông bị thương là đại úy Donald Cunnell, bị giết chết vài ngày sau đó bởi một phi công Đức khác.
Nam tước Đỏ trở lại chiến đấu vào tháng 10 năm 1917. Chấn thương để lại di chứng đã khiến ông thường hay có cảm giác khó chịu sau khi bay, nhức đầu và cả việc thay đổi tính khí. Đã có một số giả thuyết liên hệ chấn thương này với cái chết của ông vào tháng 4 năm 1918. (xem phần Giả thuyết về cái chết của Richthofen).

### Nhà văn và anh hùng
Trong khoảng thời gian dưỡng thương, Richthofen (với sự giúp sức của bộ máy tuyên truyền Đức) đã viết tự truyện, mang tên Der rote Kampfflieger. Bản dịch sang tiếng Anh của J. Ellis Barker đã được xuất bản năm 1918 với tên The Red Battle Flyer (Phi công chiến đấu đỏ). Mặc dù vậy, Richthofen đã tuyên bố quyển sách là quá láo xược (hay quá kiêu ngạo) và "ông không phải là loại người đó" nên ông đã không chấp nhận. Ông chết trước khi một bản sửa lại được chuẩn bị.
Đến năm 1918, Richthofen đã trở thành một huyền thoại và giới quân sự Đức lo ngại cái chết của ông sẽ làm suy sụp tinh thần dân Đức. Bản thân Richthofen đã từ chối một công việc dưới mặt đất sau khi bị thương, tuyên bố rằng một người lính Đức bình thường không có sự lựa chọn trong nhiệm vụ vì thế ông muốn tiếp tục được bay. Ông đã trở thành một phần của sự sùng bái chủ nghĩa anh hùng, được cổ vũ bới bộ máy tuyên truyền Đức. Bộ máy tuyên truyền này đã cho loan truyền nhiều tin đồn không chính xác, như việc người Anh đã thành lập nhiều phi đội đặc biệt để truy tìm và bắn hạ Richthofen, cũng như một phần thưởng lớn và huân chương Victoria cho bất kì phi công Entente nào làm được điều ấy. Richthofen kết thúc năm 1917 với chiến thắng thứ 63 là một chiếc Royal Aircraft Factory S.E.5 gần Moevres. Hai chiến thắng cuối cùng trong sự nghiệp của Nam tước Đỏ là hai chiếc Sopwith Camel vào ngày 20 tháng 4 năm 1918 khi Manfred đang lái chiếc Fokker DR.I.

## Cái chết của Nam Tước Đỏ

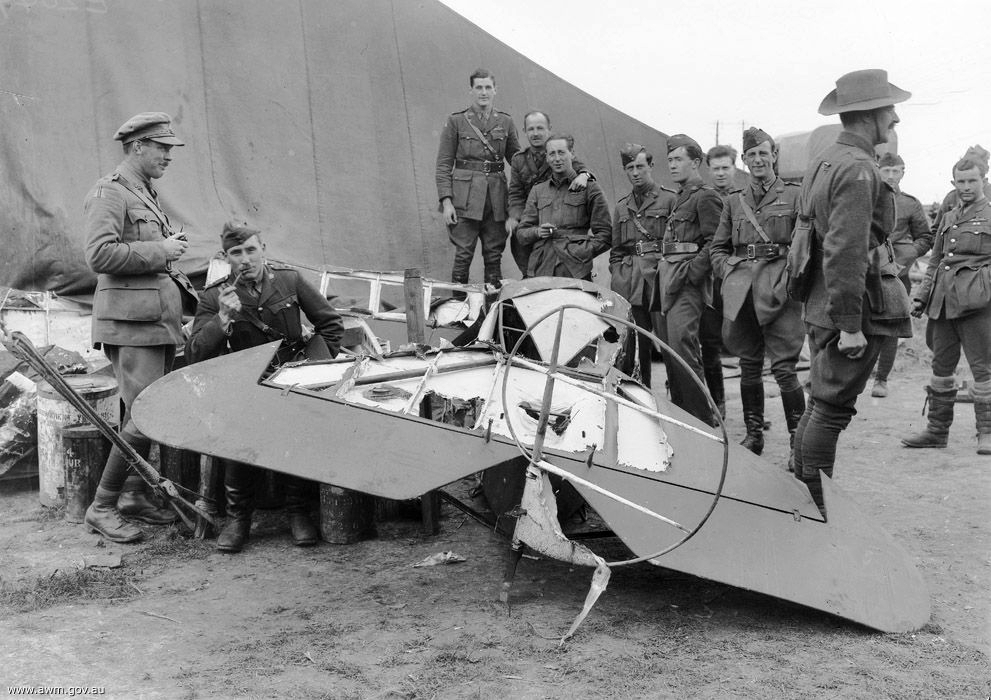
Các phi công Úc bên cạnh chiếc Fokker ba tầng cánh của Richthofen, 425/17, sau khi nó bị những người săn tìm đồ lưu niệm chia ra thành nhiều phần

Richthofen bị giết vào khoảng 11 giờ sáng ngày 21 tháng 4 năm 1918 khi bay ngang qua đỉnh Morlancourt, gần sông Somme.
Vào lúc ấy, ông đang truy đuổi (ở tầm bay thấp) một chiếc Sopwith Camel do phi công mới tập lái người Canada Wilfrid "Wop" May thuộc phi đoàn 209 điều khiển. Tuy nhiên, ông đã bị một phi công Camel khác là đại úy người Canada, Đại úy Arthur "Roy" Brown, chỉ huy trưởng của May phát hiện. Brown đã cho máy bay của mình bổ nhào thẳng xuống ở tốc độ cao để can thiệp trước khi cũng phải vọt lên để tránh đâm xuống đất. Richthofen thực hiện động tác né tránh rồi tiếp tục truy đuổi May.
Trong một khoảnh khắc khi đang truy đuổi May, Richthofen đã bị một viên đạn.303 inch bắn trúng, gây tổn thương lên phổi và tim của ông dẫn đến một cái chết nhanh chóng. Chiếc máy bay của ông bổ nhào và rơi xuống tại phía bắc làng Vaux-sur-Somme, trong một khu vực kiểm soát bởi Quân đội Hoàng gia Úc (AIF). Một nhân chứng, xạ thủ George Ridgway, kể lại khi ông và một người lính Úc khác đến gần chiếc máy bay, ngài nam tước vẫn còn sống nhưng chết ngay sau đó. Một nhân chứng khác, trung sĩ Ted Smout thuộc quân y Úc, thuật lại câu nói cuối cùng trước khi chết của Richthofen là "kaputt" (có nhiều nghĩa, tạm dịch trong ngữ cảnh này là "hỏng rồi").
Tuy nhiên, chiếc Fokker của ông đã không bị hư hại quá nặng và nó nhanh chóng bị những người săn tìm đồ lưu niệm cướp mất. Trong khi đó, thi hài của ông đã được phi đoàn 3 Không quân Hoàng gia Úc nhận nhiệm vụ lưu giữ. Đơn vị của Nam tước Đỏ chỉ biết tin về cái chết của ông khi một máy bay Đồng minh bay đến căn cứ của họ và gửi xuống một bức thư ghi thời điểm Richthofen chết và thông báo Nam tước Đỏ đã được chôn cất một cách long trọng theo nghi thức nhà binh.

### Chôn cất
Giống như hầu hết các sĩ quan không quân khác của Đồng minh, thiếu tá Blake, người có nhiệm vụ lưu giữ thi hài Nam tước Đỏ, tỏ ra vô cùng kính trọng ông. Blake đã tổ chức lễ tang Nam tước Đỏ theo nghi thức quân đội với sự tham gia của những thành viên phi đoàn 3 Không quân Hoàng gia Úc.
Richthofen được chôn cất tại một nghĩa trang thuộc ngôi làng Bertangles, gần Amies, vào ngày 22 tháng 4 năm 1918. Sáu phi công với quân hàm đại úy – cùng cấp hàm với Richthofen – đã đi đưa tang ông. Các phi đoàn khác của Đồng minh thì gửi những vòng hoa tưởng niệm.
Chiếc máy bay của Nam tước Đỏ đã bị chia thành nhiều phần bởi những người săn đồ lưu niệm. Động cơ thì được tặng cho bảo tàng Chiến tranh Hoàng gia tại Luân Đôn, và đến giờ nó vẫn còn được trưng bày tại đây. Học viện Quân sự Hoàng gia Canada tại Toronto, Ontario lại sở hữu chiếc ghế mà Richthofen ngồi khi chết. 
Năm 1925, em út của Manfred, Karl Bolko, tìm lại được xác anh và đem về nhà. Ý định ban đầu của gia đình Richthofen là cải táng ông tại nghĩa trang Schweidnitz, bên cạnh mộ phần của cha ông (mất năm 1920) và em trai ông Lothar, người đã chết trong một tai nạn máy bay năm 1922. Nhưng chính quyền Đức đã đưa ra đề nghị cải táng ông tại nghĩa trang Invalidenfriedhof ở Berlin, nơi chôn cất nhiều nhà lãnh đạo và anh hùng của Đức. Gia đình ông đồng ý và phần mộ của ông ở tại Berlin cho đến năm 1975. Dưới chế độ Đức Quốc xã, một đài tưởng niệm lớn đã được xây ngay trên mộ phần của ông cùng một tấm bia đá lớn ghi vỏn vẹn một từ: "Richthofen".. Sau chiến tranh, nghĩa trang nằm ngay khu vực Bức tường Berlin và ngôi mộ của ông chung số phận với những ngôi mộ khác, khi nó bị hư hại bởi đạn do Biên phòng Đông Đức bắn vào những người có ý định đào tẩu. Năm 1975, phần mộ ông được cải táng lần nữa, lần này là đến phần mộ gia đình tại Südfriedhof thuộc Wiesbaden.

### Ai là người đã bắn trúng máy bay Nam Tước Đỏ?

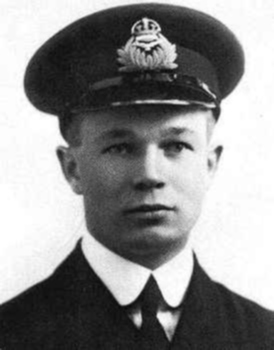
Đại úy Arthur Roy Brown, người được Không quân Hoàng gia Anh công nhận chính thức đã bắn hạ được Richthofen.

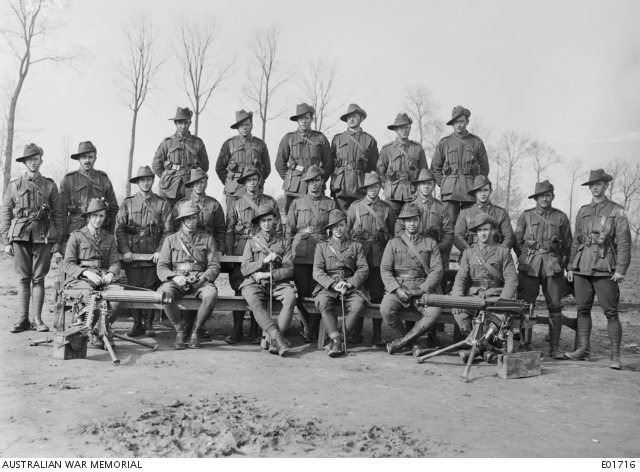
Chân dung sĩ quan và binh lính Đại đội Súng máy số 24 vào tháng 3 năm 1918. Trung sĩ Cedric Popkin là người thứ hai từ bên phải, hàng giữa.

Sau 90 năm tranh luận với nhiều giả thuyết, cho đến nay vẫn chưa xác định được chính xác ai là đã bắn phát súng quyết định dẫn đến cái chết của Nam tước Đỏ. Không quân Hoàng gia Anh (RAF) đã công nhận Brown là người bắn hạ Nam tước Đỏ. Tuy nhiên, Richthofen đã chết vì một vết thương chí tử ở ngực gây ra bởi một viên đạn, xuyên qua nách phải đến ngực trái. Nếu viên đạn ấy đến từ khẩu súng của Brown, Nam tước Đỏ đã không thể truy đuổi May lâu đến như thế. Bản thân Brown cũng không bao giờ nói nhiều về những gì xảy ra ngày hôm ấy.
Hầu hết các chuyên gia đều tin rằng Nam tước Đỏ đã bị giết chết bởi một ai đó dưới mặt đất. Vết thương trên cơ thể ông cho thấy nguyên nhân là từ một viên đạn có hướng lên trên, từ phía phải và quan trọng hơn, nó chắc chắn phải đến sau cuộc tấn công của Brown.
Nhiều nguồn tài liệu, như bài viết năm 1998 của tiến sĩ Geoffrey Miller, một bác sĩ phẫu thuật và sử gia về quân y, cùng với một bộ phim tài liệu của Dịch vụ Truyền thông Công cộng (Public Broadcasting Service) sản xuất năm 2003 đã cho rằng trung sĩ Cedric Popkin được xem là người có khả năng đã giết Richthofen cao nhất. Popkin là một xạ thủ súng máy phòng không Đại đội Súng máy số 24. Lúc đó, ông đang sử dụng một súng máy Vicker và đã khai hỏa vào Nam tước Đỏ trong hai cơ hội: lần thứ nhất là khi Richthofen đang lao về phía ông và lần thứ hai là ở khoảng cách xa từ phía phải. Năm 1935, trong một bức thư có kèm bản đồ phác thảo của Popkin gửi đến cơ quan sử gia chiến tranh của Úc, ông tin rằng mình là người đã có phát súng quyết định khi Nam tước Đỏ tiến gần đến vị trí của mình. Ở cơ hội lần thứ nhất, loạt đạn của Popkin nhắm vào chính diện máy bay của Richthofen nên không thể là nguyên nhân gây ra cái chết Nam tước Đỏ. Nhưng ở cơ hội thứ hai, Popkin đã ở một vị trí tốt để có được phát súng quyết định.
Một tài liệu khác, bộ phim tài liệu sản xuất năm 2002 của kênh truyền hình Discovery Channel đã cho rằng xạ thủ W. J. "Snowy" Evans, thuộc khẩu đội pháo 53, lữ đoàn pháo dã chiến 14 thuộc pháo binh Hoàng gia Úc đã giết Nam tước Đỏ bằng một súng máy Lewis. Tuy nhiên, tiến sĩ Miller và PBS đã bác bỏ giả thuyết này.
Trong khi đó, một số tài liệu khác lại chứng minh xạ thủ Robert Buie (cũng thuộc khẩu đội pháo 53) có thể là người đã bắn phát súng quyết định đó. Hiện nay, không có nhiều ý kiến ủng hộ cho giả thuyết này. Tuy nhiên, vào tháng 3 năm 2007, nhà nước địa phương Hornsby Shire tại Sydney, Úc đã công nhận Buie, nguyên cư dân tại đây, là người đã giết Nam tước Đỏ. Shire đã cho đặt một tấm bảng tại ngôi nhà trước đây của Buie tại ngoại ô Brooklyn. Buie, mất năm 1964, chưa bao giờ được công nhận thành tích chính thức bởi bất kì ai khác.
Người chỉ huy Phi đoàn 3 Không quân Hoàng gia Úc, thiếu tá David Blake đã đưa ra một giả thuyết là Richthofen có thể đã bị giết bởi một máy bay Royal Aircraft Factory R.E.8 thuộc phi đoàn của ông. Tuy nhiên, nó nhanh chóng bị bác bỏ. Sau đó, qua một cuộc khám nghiệm tử thi có sự chứng kiến của chính Blake, ông đã trở thành người ủng hộ cho giả thuyết một xạ thủ phòng không là người đã giết Nam tước Đỏ.

### Giả thuyết về chuyến bay cuối cùng của Nam Tước Đỏ
Manfred von Richthofen là một phi công tài ba và có quá nhiều kinh nghiệm nên ông thừa hiểu những mối nguy hiểm từ hỏa lực dưới mặt đất. Hơn thế nữa, ông còn là người đã thống nhất cùng Boelcke những quy tắc an toàn khi bay. Do đó, nhìn chung, mọi người đều đồng ý rằng những quyết định của vị Nam tước Đỏ trong chuyến bay cuối cùng là khó hiểu ở nhiều khía cạnh. Nhiều giả thuyết đã được đưa ra để giải thích.
Năm 1999, một nhà nghiên cứu về y học người Đức, tiến sĩ Henning Allmers, đã có một bài viết trên tập san y học của Anh The Lancet, cho rằng một chấn thương ở não (ảnh hưởng của tai nạn tháng 6 năm 1917) có liên quan đến cái chết của ngài Nam tước. Giả thuyết này đã được sử ủng hộ của một số nhà nghiên cứu tại đại học Texas. Một số biểu hiện của Manfred sau tai nạn là phù hợp với một người có chấn thương não, như khả năng phán đoán của ông trong chuyến bay cuối: bay ở tầm quá thấp vào khu vực kẻ thù và bị hiện tượng đóng băng điểm đến (target fixation).
Ngoài ra, còn một khả năng khác là Manfred đã bị stress do áp lực chiến đấu dẫn đến việc ông mất cảnh giác như thường lệ. Một số trường hợp khác như một phi công Ách của Anh, thiếu tá Edward "Mick" Mannock, đã bị giết bởi hỏa lực dưới mặt đất khi vượt qua phòng tuyến đối phương ở tầm bay thấp, một hành động mà ông luôn luôn cảnh báo các phi công trẻ. Hay một phi công Ách của Pháp, Georges Guynemer, mất tích vào ngày 11 tháng 9 năm 1917, trong khi ông đang tấn công một số máy bay hai chỗ ngồi của Đức mà không để ý những máy bay Fokker đi theo hộ tống.
Trong giả thuyết của Franks và Bennett năm 2007, vào ngày định mệnh ấy, do sự thay đổi của hướng gió, Richthofen đã bay nhanh hơn bình thường 80 km/giờ hay 60% khiến ông có thể lạc sang phòng tuyến kẻ thù trước khi kịp nhận ra điều đó.
Mặt khác, để đánh giá các yếu tố trên, phải tính đến hoàn cảnh lịch sử lúc đó. Thời điểm Richthofen chết, người Đức đang đạt được một số thành công bước đầu trong cuộc Tổng tấn công Mùa xuân 1918. Nam tước Đỏ hiểu rằng ông đang đóng một vai trò lớn trong nỗ lực giành chiến thắng cuối cùng của nước Đức trong cuộc chiến. Nhưng những ưu thế về không lực của Đồng minh khiến không quân Đức gặp nhiều khó khăn: công việc trinh sát bị hạn chế trong khi ngược lại không thể ngăn cản các phi đoàn Đồng minh trinh sát và yểm trợ cho quân đội họ. Trong hoàn cảnh đó, sự liều lĩnh và sự dũng cảm ở một lằn ranh rất khó để phân biệt.

## Con số các chiến thắng
Hàng thập kỉ sau khi Chiến tranh thế giới thứ nhất kết thúc, nhiều nhà nghiên cứu đã không ngừng đặt nghi vấn về con số 80 chiến thắng của Nam tước Đỏ, khi cho rằng con số trên đã được phóng đại quá mức dùng cho mục đích tuyên truyền. Một số lại khẳng định Richthofen đã tính luôn các chiến công của phi đoàn và đồng đội vào cho mình.
Trên thực tế, con số các chiến thắng của Richthofen đã được chứng minh bằng các tài liệu còn rõ hơn cả một số phi công ACE cùng thời. Một bản danh sách đầy đủ các chiến thắng của ông đã được xuất bản năm 1958 – với tài liệu của không quân Hoàng gia Anh về chi tiết phi đoàn, số hiệu máy bay cũng như tên tuổi các phi công bị bắt hay bị giết chết. Một nghiên cứu do sử gia người Anh Norman Franks cùng hai trường cao đẳng, xuất bản trong quyển sách Under the Guns of the Red Baron năm 1998, cũng đưa ra một kết luận tương tự về tỉ lệ tin cậy cao trong các chiến thắng của Richthofen. Theo Franks, ít nhất 73 trong 80 chiến thắng của vị Nam tước là chính xác. Ngoài ra, còn một số chiến thắng không được xác nhận, nếu đúng, có thể nâng còn số chiến thắng của ông lên 100.
Để so sánh, Ách phe Đồng minh có số chiến thắng cao nhất là phi công người Pháp René Fonck, với 75 chiến thắng chính thức và 52 không được xác nhận. Ách người Anh có thành tích cao nhất là Mick Mannock với 50 chính thức và 11 không xác nhận, hay Billy Bishop, người Canada được ghi nhận có 72 chiến thắng.
Cũng còn một điểm đáng chú ý nữa là những chiến thắng ban đầu và việc ông bắt đầu nổi tiếng diễn ra trong giai đoạn mà người Đức còn chiếm ưu thế ở trên không. Tuy nhiên, khi chiến sự đổi chiều, những chiến thắng sau đó của ông lại là những cuộc đối đầu với những kẻ thù đông hơn và lái những kiểu máy bay vượt trội hơn.

## Tặng thưởng và vinh danh

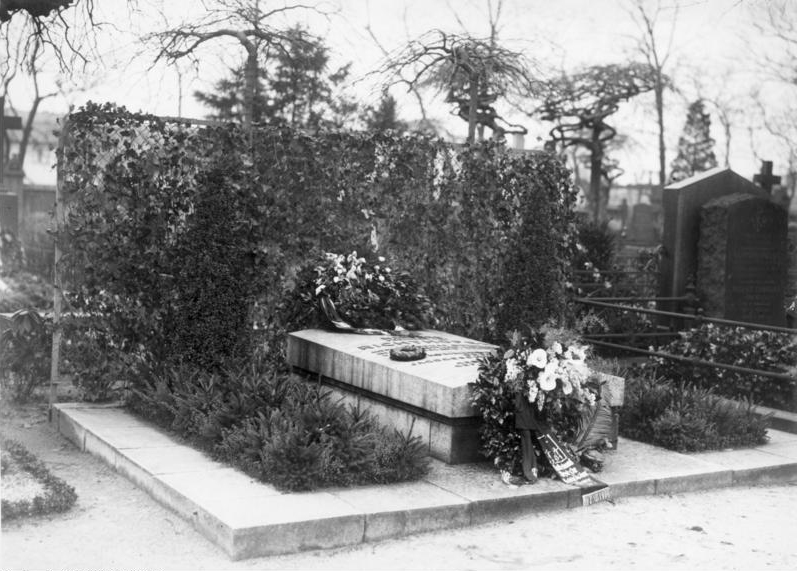
Mộ phần Nam tước Đỏ tại Berlin (1931)

Nam tước Đỏ với thành tích chiến đấu của mình đã được trao tặng nhiều phần thưởng và huân chương trong đó đặc biệt có huân chương Pour le Mérite (Thập tự Xanh), huân chương cao quý nhất của giới quân sự Đức, huân chương Thập tự Sắt và huân chương Đại bàng Đỏ (ngày 6 tháng 4 năm 1918, nhân chiến thắng thứ 70 của ông). Ngoài ra, ông còn được các quốc gia đồng minh của đế quốc Đức trong chiến tranh như Đế quốc Áo-Hung, Đế quốc Ottoman và Bulgaria hay các công quốc trong nước Đức trao tặng nhiều huân chương cao quý khác.
Tên của Richthofen đã được đặt cho nhiều không đoàn tiêm kích (Jagdgeschwader) của Đức:
- Jagdgeschwader 132 "Richthofen" (1 tháng 4 năm 1936–1 tháng 11 năm 1938)
- Jagdgeschwader 131 "Richthofen" (1 tháng 11 năm 1938–1 tháng 5 năm 1939)
- Jagdgeschwader 2 "Richthofen" (1 tháng 5 năm 1939–7 tháng 5 năm 1945)
- Jagdgeschwader 71 "Richthofen" (từ 6 tháng 6 năm 1959) — lực lượng tiêm kích phản lực đầu tiên của Luftwaffe sau Chiến tranh thế giới thứ hai. Người chỉ huy đầu tiên của phi đoàn này là Erich Hartmann, phi công Ách thành công nhất trong lịch sử.

Hải quân Đức Kriegsmarine cũng đã cho hạ thủy năm 1941 một tàu chở thủy phi cơ mang tên Richthofen.